# Agelena jumbo kiwuensis
Agelena jumbo là một phân loài nhện trong họ Agelenidae.
Loài này thuộc chi Agelena. Agelena jumbo kiwuensis được Embrik Strand miêu tả năm 1913.